# Křelov-Břuchotín
Křelov-Břuchotín – miejscowość i gmina (obec) w Czechach, w kraju ołomunieckim, w powiecie Ołomuniec. W 2022 roku liczyła 1749 mieszkańców.
Gmina powstała w 1960 roku z połączenia dwóch wsi: Břuchotína i Křelova. Pierwsze wzmianki o tych miejscowościach pochodzą z 1275 roku (Křelov) i 1284 roku (Břuchotín).

## Zabytki
- kaplica św. Trójcy z 1773 roku
- fort z XVIII wieku[potrzebny przypis]

## Części gminy
- Břuchotín
- Křelov